# Robin Walker
Robin Walker – australijski projektant gier komputerowych zatrudniony w firmie Valve, najbardziej znany ze współtworzenia serii Team Fortress.

## Życiorys
Studiował na RMIT University w Melbourne w Australii.
Razem z Johnem Cookiem i Ianem Caughleyem rozpoczął pracę nad grą Team Fortress w ramach modyfikacji gry Quake; ukończył ją w 1996. Ze względu na duże zainteresowanie projektem jego zespół został zatrudniony przez ówcześnie niszową firmę Valve do pracy nad Team Fortress Classic, a później nad Team Fortress 2. Jednym z jego obszarów zainteresowań została ekonomia; pomógł on przekształcić Team Fortress 2 na model free-to-play, oparty na mikrotransakcjach. 
Uczestniczył w tworzeniu wielu tytułów wydanych przez Valve, takich jak Half-Life 2, Dota 2 czy Half-Life: Alyx.